# 中野站 (長野縣)

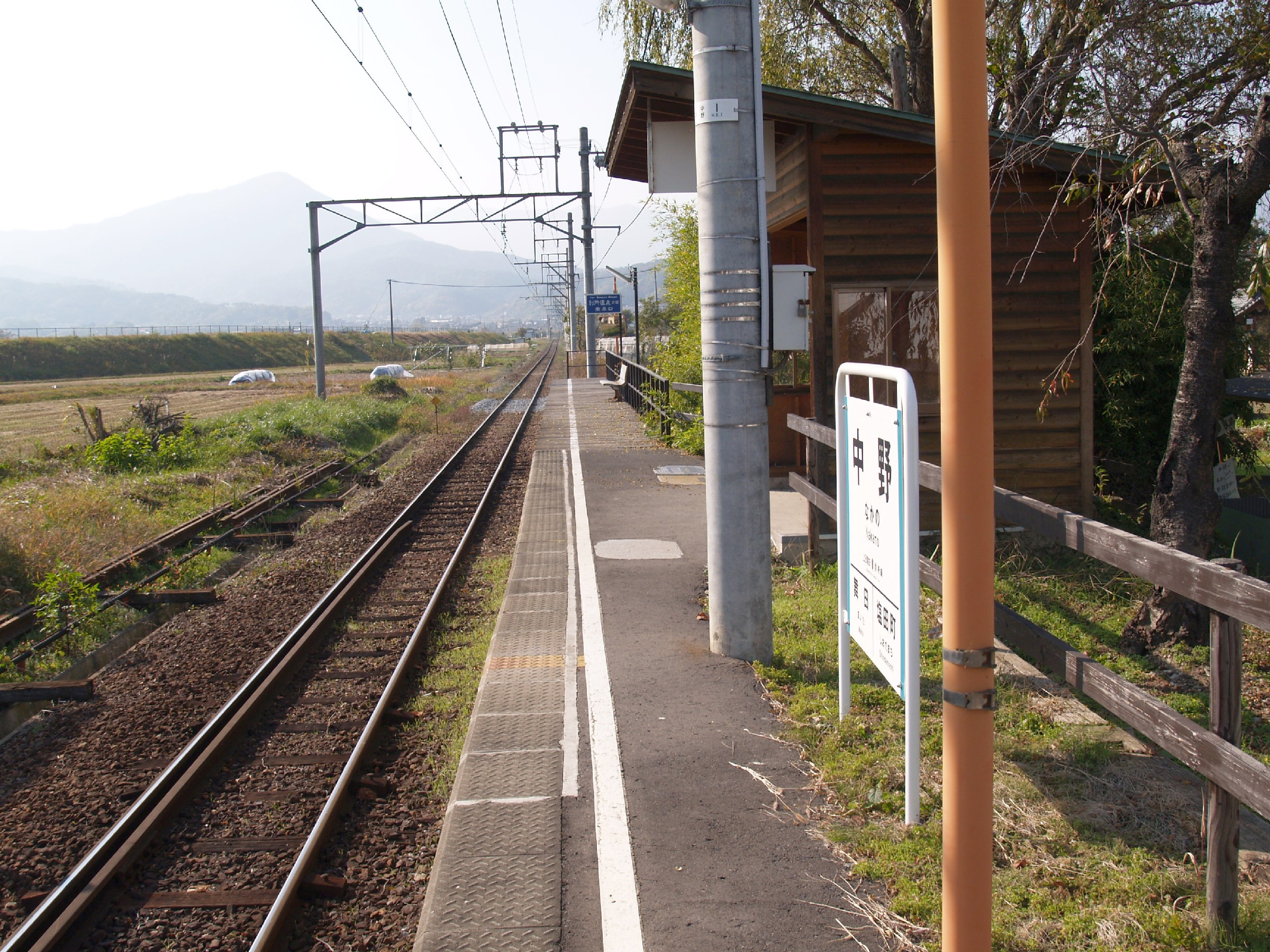
月台（2009年10月）

中野站（日语：／ Nakano eki */?）是位於長野縣上田市中野字池下，上田電鐵的別所線車站。車站編號為BE12。

## 歷史
- 1921年（大正10年）6月17日：上田溫泉電軌川西線車站啟用[1]。
- 1939年（昭和14年）
  - 3月19日：路線名稱變更，川西線改名為別所線。
  - 9月1日：公司名稱改變，成為上田電鐵的車站。
- 1943年（昭和18年）10月21日：公司合併，成為上田丸子電鐵的車站。
- 1969年（昭和44年）5月31日：公司名稱改變，成為上田交通的車站。
- 2005年（平成17年）10月3日：鐵路部門分拆為子公司，成為上田電鐵的車站。

## 車站構造
車站是一座地面車站，設有1面1線單式月台。現時雖然只有1面1線的月台，但是車站預留了2面2線的用地，架空電纜也預留相同寬度（在《上田丸子電鐵小史》中提及在1943年（昭和18年）6月30日，此站由停車場變為停留場）。此站設有候車室和單車停泊場。曾經此站設有職員當值。後來改為於站前商店委托發售車票，變為簡易委託車站。在昭和50年代，商店不再發售車票，使此站變為無人車站。現時該商店已經結業，建築物也已經拆毀變為空地。車站東邊靠近中野平交道設有「中野站免費停車換乘停車場」。

## 使用狀況
以下為近年一日平均乘車人次列表。
| 年度   | 一日平均 乘車人次 |
| ------ | ----------------- |
| 2010年 | 39                |
| 2011年 | 44                |
| 2012年 | 36                |
| 2013年 | 46                |
| 2014年 | 49                |
| 2015年 | 43                |
| 2016年 | 41                |
| 2017年 | 42                |

## 車站周邊
車站附近設有小型住宅區和大片農田。
- 和手遺蹟　彌生時代後期的村落遺址

## 相鄰車站
上田電鐵
■別所線
鹽田町（BE11）－中野（BE12）－舞田（BE13）

## 注腳
1. 1 2 3 4 5  信濃毎日新聞社出版部. . 信濃毎日新聞社. 2011-07-24: 335. ISBN 9784784071647 （日语）.
2. ↑  《長野縣統計書》各年度版

## 外部連結
- 中野站（BE12） | 上田電鐵株式會社 （页面存档备份，存于）（日語）